# Mosteiros
Mosteiros – miasto w Republice Zielonego Przylądka, na wyspie Fogo. Według danych ze spisu powszechnego z 2010 r. liczy 4 124 mieszkańców. W okolicach miasta główny obszar plantacji owoców i kawy na wyspie.